# 514 a.C.
Il 514 a.C. (DXIV a.C. in numeri romani) è un anno  del VI secolo a.C.

## Nati
- Lucio Siccio Dentato, politico e militare romano († 450 a.C.)

## Morti
- Ipparco, greco antico